# Silvestro Lega
Silvestro Lega (Modigliana, 8 dicembre 1826 – Firenze, 21 settembre 1895) è stato un pittore italiano.
È considerato, insieme a Giovanni Fattori e a Telemaco Signorini, fra i maggiori esponenti del movimento dei macchiaioli.

## Biografia

### Formazione
Silvestro Lega nacque l'8 dicembre 1826 a Modigliana, paese della Romagna toscana nell'Appennino forlivese, da Antonio e Giacoma Mancini. Antonio sposò Giacoma in seconde nozze il 18 giugno 1820, essendo la prima moglie Domenica Nediani morta di parto nel 1812, dopo aver dato alla luce nove figli in dodici anni. Nonostante il trapasso della prima consorte, Antonio continuò ad intrattenere ottimi rapporti con la nobile ed abbiente famiglia di lei, consacrando così l'affermazione sociale propria e della famiglia, che nel 1818 risultava intestataria di vari mulini e particolarmente attiva nell'artigianato tessile e nell'agricoltura. Più modesta era invece l'estrazione sociale di Giacoma Mancini, già serva in casa Lega. Era una donna umile ma di grande intelligenza, tanto che lo stesso figlio l'avrebbe ricordata in questi termini: «Mia madre era amantissima dell'istruzione e della buona educazione della propria famiglia. Fino dai primi anni fummo collocati sotto la tutela degli Scolopi».
Ci sono rimaste scarsissime notizie in merito alla sua fanciullezza, trascorsa sicuramente in seno alla numerosa famiglia. Nel 1838 si iscrisse al collegio dei Padri Scolopi di Modigliana, studiando svogliatamente e senza una piena adesione: fu proprio in quegli anni, tuttavia, che esplose precoce e irrefrenabile la sua vocazione pittorica. Lo stesso Lega avrebbe poi affermato:
(Silvestro Lega)

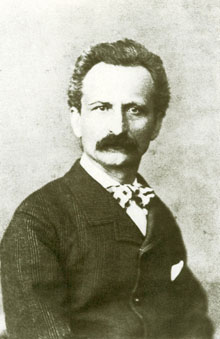
Fotografia di Silvestro Lega

Compiuti i diciassette anni si trasferì a Firenze nel 1843 attratto dalla prospettiva di studiare in una città di grande interesse artistico e di sottrarsi a un ambiente familiare che soffriva pesanti ristrettezze economiche. Si insediò nella casa sul Lungarno del fratellastro Giovanni, mediocre copista dei maestri antichi che, in virtù del suo status di «pittore ufficiale», nel 1845 arrivò persino ad essere menzionato nella Nuova guida storico-artistica di Firenze, al fianco di nomi certamente più illustri, come quelli di Carlo Ademollo, Pietro Benvenuti, Giuseppe Bezzuoli, Tommaso Gazzarrini, Adolf von Stürler e Luigi Mussini.
Iscrittosi all'Accademia di Belle Arti di Firenze il 30 maggio 1845, il Lega vi compì un brillante ciclo di studi, nonostante gli venisse offerto un insegnamento non eccellente (Benedetto Servolini e Tommaso Gazzarrini). Arrivò egli stesso a riconoscere che non si accostava più all'arte con spirito da dilettante, bensì con la consapevolezza di conoscere le regole necessarie per applicarla: «sebbene ragazzo capii subito, che dallo scarabocchiare sui muri a disegnare un profilo era molto differente». Dopo questo salto di qualità arrivò tuttavia a ritenere la tradizione accademica del tempo sterile e mortificante: dopo aver maturato questo pensiero arrivò ad abbandonare i corsi dell'Accademia e, contestualmente, a lasciare la casa del fratello, con il quale non aveva mai d'altronde mantenuto buoni rapporti.

### Esordi

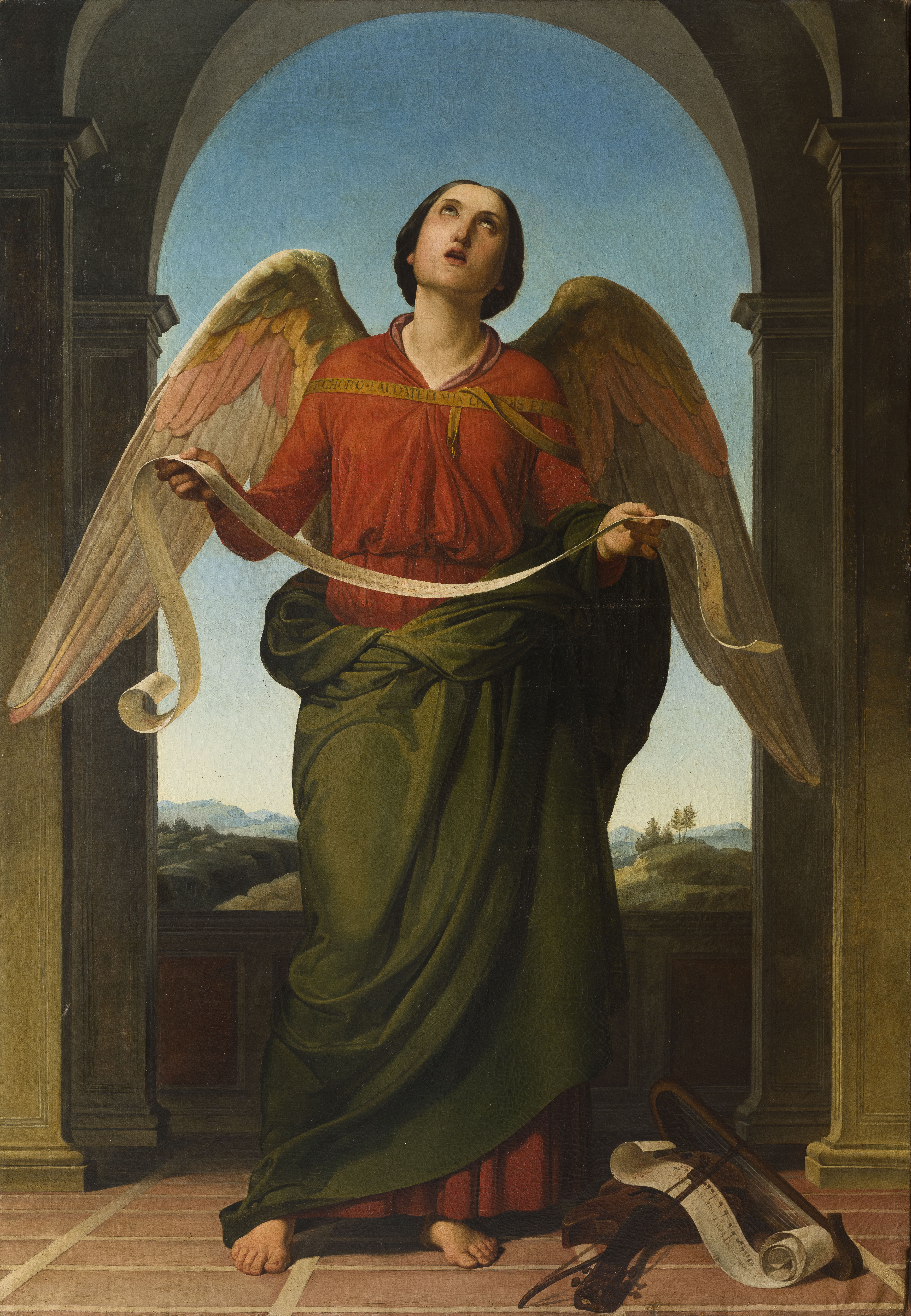
La Musica Sacra, 1859

Fu così che nel 1845 o forse nel 1846 passò alla scuola privata del purista Luigi Mussini, dove eseguì, come saggio di secondo anno, La musica sacra: fu una tela particolarmente apprezzata, specialmente da coloro che volevano recuperare la pittura quattrocentesca e del primo Cinquecento. Nel frattempo il fermento rivoluzionario che andava crescendo in Toscana dopo l'ascesa al soglio pontificio di Pio IX, colse anche il Lega che, con entusiasmo e allegria giovanili, si arruolò volontario. Il suo coinvolgimento nelle vicende belliche risorgimentali segnò una battuta d'arresto della sua carriera che comunque riprese a coltivare con assiduità dopo il ritorno dal fronte. Dopo il «generoso e poetico movimento del '48», fallito «nei vortici sollevati dalle sette e dagli arruffapopoli audaci e ambiziosi», Lega passò nello studio di Antonio Ciseri, insegnante oggetto della sua più grande venerazione («questo nuovo maestro m'inebriò»). Finite le campagne militari iniziò anche a frequentare i turbolenti incontri del caffè Michelangelo, noto ritrovo di artisti e patrioti. Ben presto tuttavia si allontanò dal cenacolo degli artisti che lì si riuniva,  ritenendo inappropriati sia il loro atteggiamento goliardico che le loro rivendicazioni di libertà creative, ritenute dall'artista eccessivamente astratte e inutili. Telemaco Signorini ci dà un'immagine assai vivida dell'idiosincrasia provata da Lega per quel contesto:
(Telemaco Signorini)
A questi anni risale il primo dipinto significativo di Lega, L'incredulità di san Tommaso. La frizione con il «movimento della macchia» del caffè Michelangelo gli procurò un grande disagio creativo, al punto che affermò: «Allora praticavo artisti che viaggiavano; vedevo in loro più idee nuove, di quelle che non avevo io. Mi pareva d'esser vecchio senza anni». 
Complice la lontananza del Ciseri e l'irrisolto confronto con i macchiaioli, Lega si trasferì a Modigliana, dove operò in completa solitudine eseguendo «molti ritratti» che «sebbene non primi mi aprirono la mente, mi fecero più sicuro delle idee nuove». A questi anni risalgono il Ritratto del fratello Ettore fanciullo e la commissione di quattro lunette per il sacello della chiesa della Madonna del Cantone, sempre a Modigliana.

### Maturità
Attivo nella seconda guerra d'indipendenza nell'aprile del 1859 in qualità di artigliere, dopo esser rientrato a Firenze, iniziò a mostrarsi più amichevole verso i giovani colleghi del caffè Michelangelo, e prese persino a partecipare ai loro festosi incontri. Questa ritrovata disinvoltura corrispose a un nuovo salto di qualità nella sua arte. Testimonianza di questo nuovo vigore pittorico sono le quattro tele raffiguranti episodi militari del Risorgimento che Lega eseguì per il concorso bandito dal Ricasoli sulla fine del 1859. Il primo quadro gli fruttò una cospicua somma in denaro, pertanto poté concedersi una nuova sistemazione in via Santa Caterina, in un quartiere dove vivevano numerosi altri artisti, come Giovanni Fattori. Sono tuttavia gli altri tre quadri della serie, nella fattispecie il Ritorno di bersaglieri italiani da una ricognizione, la perduta Ricognizione di cacciatori nelle Alpi e Un'imboscata di bersaglieri italiani in Lombardia, ad essere i più esemplificativi dell'indipendenza creativa appena conquistata, segno di un grande equilibrio compositivo, «distacco assoluto dalle diverse scuole avute». Riferendosi all'Imboscata, egli stesso avrebbe riconosciuto che «lì ero io; che cominciava a fare come sentiva, come voleva e come sapeva».

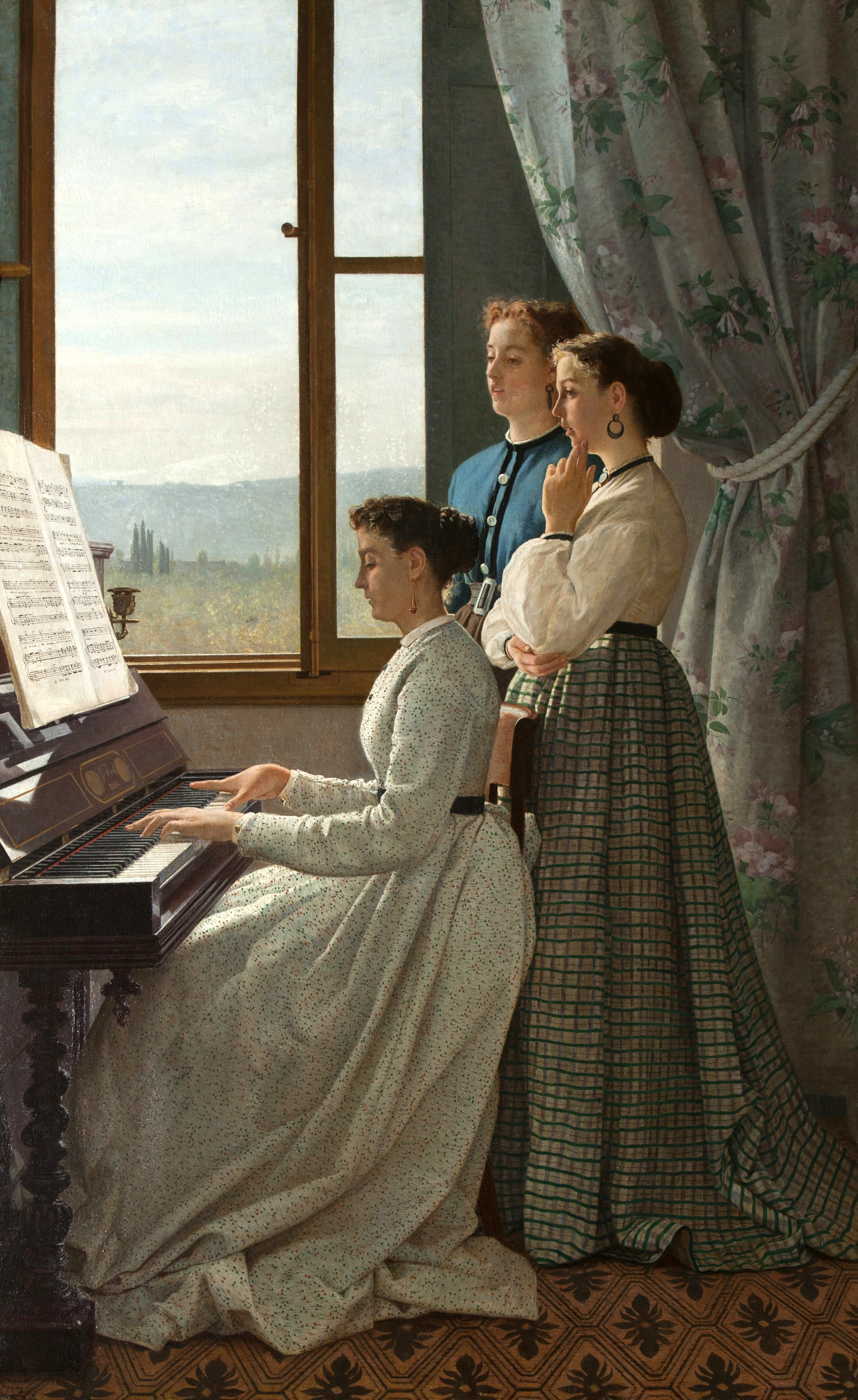
Silvestro Lega, Il canto dello stornello (1867); olio su tela, 158×98 cm, Galleria d'Arte Moderna, Palazzo Pitti, Firenze

Questo fu uno dei periodi più felici per l'artista, che proprio in quegli anni aveva scoperto le bellezze della pittura en plein air, che attese con la massima diligenza. Questa ritrovata serenità fu dovuta anche a motivi d'ordine personale: fu infatti proprio durante una sessione di pittura all'aperto, presso «gli orti e le case coloniche di quella campagna umile e modesta che fiancheggiava l'Arno, detta Piagentina», che conobbe la famiglia Batelli, con la quale stabilì un'intesa immediata. I Batelli furono ben felici di accoglierlo nella loro dimora, constatate le sue progressive incertezze economiche. Lega si invaghì perdutamente di Virginia, donna ventiseienne tornata ad abitare con i genitori dopo la sfortunata vicenda matrimoniale con un tal Giuseppe Puccinelli. La simpatia con Virginia si trasformò ben presto in intimità e i due intrecciarono una relazione sentimentale che non mancò di essere approvata dai vari esponenti della famiglia Batelli.
Dopo il fidanzamento con Virginia, Lega lavorò alacremente, animato da uno straordinario vigore creativo e produsse una notevole mole di dipinti. Speciale menzione meritano L'educazione al lavoro (il cui bozzetto donò all'amico pittore Odoardo Lalli), L'elemosina, La nonna, L'indovina, La cucitrice, La lettrice, Gli sposi novelli, La curiosità e, soprattutto, Il canto dello stornello, La visita, e Il pergolato. La quiete domestica tuttavia si frantumò dopo i quarant'anni, allorché lo colpirono i primi lutti famigliari: la morte del fratello Dante (febbraio 1869) e, soprattutto, dell'amata Virginia, stroncata dalla tisi nel giugno del 1870. Da allora in poi, benché seguitasse a lavorare alacremente, vincendo persino la medaglia d'argento all'Esposizione nazionale di Parma del 1870, fu funestato da una profonda prostrazione. Fu l'inizio di una grave crisi, resa ancora più penetrante dopo le critiche dell'amico Telemaco Signorini, che toccò il suo culmine con l'insorgere di una grave malattia agli occhi che a lungo andare gli avrebbe impedito di dipingere.

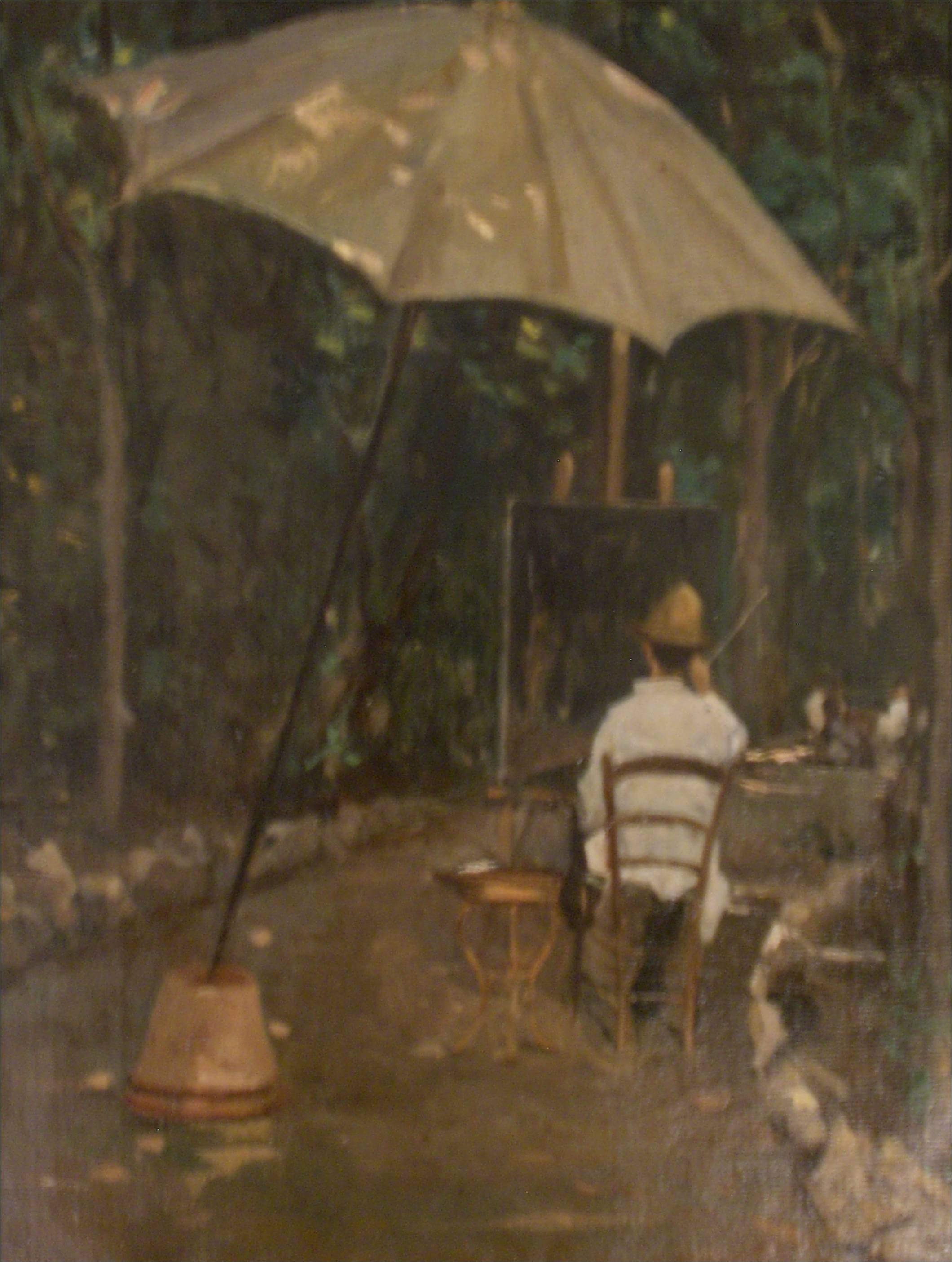
Silvestro Lega, Il pittore Tommasi che dipinge (1867); olio su tavola, 37×27 cm

Riuscì a lasciarsi dietro questa profonda crisi interiore e a ritrovare la serenità, anche grazie alle affettuose premure degli amici (in particolare Martelli e Matilde Gioli Bartolommei). Dopo aver finalmente voltato pagina ritornò ad essere particolarmente attivo, sia dal punto di vista sociale che artistico. Espose, infatti, nello studio Gioli di via Orti Oricellari (1879) e all'Esposizione internazionale della Società Donatello (primavera del 1880). Si occupò inoltre di recuperare vecchie amicizie e di intrecciarne di nuove: speciale menzione merita il sodalizio con il pittore svizzero Arnold Böcklin, da lui omaggiato con un ritratto. Sempre in questi anni si recò assiduamente a Gabbro dove «ebbe la fortuna di conoscere il conte Roselmini Odoardo che con sua signora abitava, quasi costantemente, la bella villa di Poggiopiano; e fu questa occasione che gli permise, negli ultimi anni di fermarsi a lungo in questo paese, bellissimo e forte». La proprietaria di questa villa, Clementina Fiorini, era una donna energica e operosa che apprezzava molto l'attitudine «randagia e brontolona» di Lega. Potendo contare su quest'amicizia, Lega aveva la sicurezza di non essere dimenticato né solo, trascorse pertanto un'anzianità serena e dignitosa. Morì il 21 settembre 1895 nell'ospedale di San Giovanni di Dio a Firenze:
(Martelli, Corriere italiano, necrologio)
È sepolto nel cimitero di Modigliana, con un monumento decorato da un suo busto, opera di Cesare Fantacchiotti.

## Stile

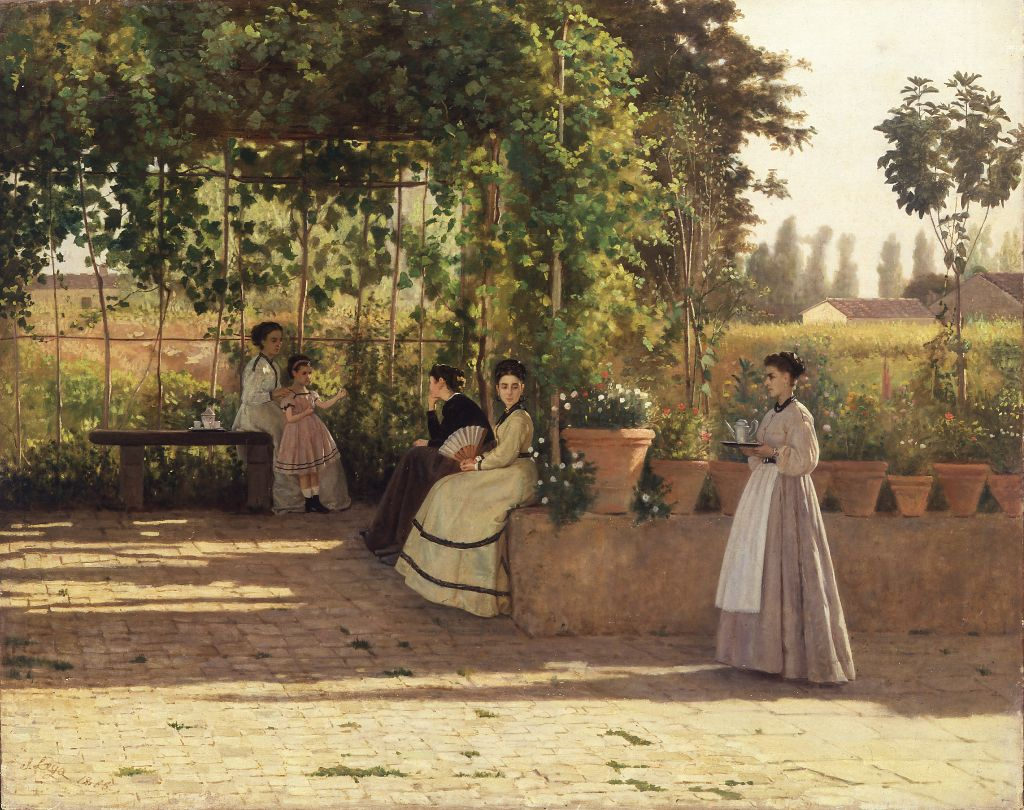
Silvestro Lega, Il pergolato (o Un dopo pranzo), 1868. Olio su tela, 75×93,5 cm, pinacoteca di Brera, Milano

Pur risentendo inizialmente della maniera dei suoi maestri, quando si unì al gruppo dei Macchiaioli si era già emancipato dalla disciplina accademica e dai soggetti storici di stampo neoclassico da essa privilegiati, e iniziò pertanto a produrre opere caratterizzate da un disegno nitido e preciso, un apparato cromatico limpido e puro e da composizioni geometricamente chiare e definite.
Emilio Cecchi riporta un'impressione di Aby Warburg il quale, osservando per la prima volta dipinti del Lega come Il pergolato e La visita, fu colpito dall'affinità che immediatamente intravide con «le predelle del Quattrocento toscano».
L'evoluzione dello stile artistico è caratterizzata da uno sviluppo notevolmente lento. Inizialmente si inserì nella tradizione purista, occupandosi prevalentemente di «osservare il vero con più semplicità e con un maggior senso della realtà, apprendendo non solo a esercitarsi in una tecnica disegnativa sicura e sciolta, ma anche a organizzare il quadro in tutte quelle componenti tramite le quali il soggetto assume la verità di una narrazione». Dopo l'esperienza militare del 1848 iniziò a prediligere soggetti tratti dalla vita militare: la sua conversione alla pittura macchiaiola avverrà solo nel 1861, quando si orientò verso la ricerca di uno stile di 'impressione' basato sull'impiego di macchie di colore e di volumi definiti con il contrasto tra luci e ombre. Si distinse dagli altri macchiaioli per la sua maniera pacata, così detta perché pervasa da un sentimento soave e tranquillo e da una poetica di sereni sentimenti quotidiani. Molti dei quadri di Lega, infatti, si occupano di descrivere con un'ingenuità primitiva e delicata e con grande lirismo poetico l'intimità di situazioni quotidiane generalmente ritenute insignificanti (le contrade suburbane di Firenze immerse dal sole, un interno domestico ...). Ed è proprio impegnandosi nei temi di soggetto quotidiano che Lega ci traduce in immagini i travagli sofferti nell'Ottocento dall'Italia, paese ancora sostanzialmente rurale che si apprestava timorosamente ad accogliere i fermenti dell'industrializzazione.
A questa fase pacata, in cui il mondo è visto ottimisticamente, segue, specchio delle difficoltà della sua esistenza, una fase concitata, più veemente e drammatica, dove «la pennellata si frange, si strappa, diventa sempre più febbrile e fremente, così da sembrare a volte malcerta e tremante [...] i contorni grafici si sfrangono; la materia cromatica straripa» (Mario Tinti). Generalmente, questa fase artistica leghiana è contraddistinta da «contrasti più accentuati di luce e ombra, presentazione più rapida e sintetica delle immagini, espressione più diretta e immediata di stati d'animo» (Treccani).

## Opere principali
- L’incredulità di san Tommaso (1851), olio su tavola, Pinacoteca Comunale Silvestro Lega, Modigliana[7];
- David che calma i furori di Saul con l'arpa (1852), olio su tela, Galleria degli Uffizi, Firenze;
- David che placa col suono dell’arpa le smanie di Saul travagliato dallo spirito malo (1852), olio su tela, Galleria d'arte moderna, Firenze;
- Ritratto di Ettore Lega (1855-1857), olio su tela, Pinacoteca di Brera, Milano;
- La Musica Sacra (1859) copia dell'omonimo dipinto realizzato dal suo Maestro Luigi Mussini (1841), coll. Cavatorta, Roma;
- Accampamento di zuavi (1860), olio su cartone, collezione privata;
- Ritratto di Giuseppe Garibaldi (1860), olio su tela, Pinacoteca Comunale Silvestro Lega, Modigliana[8];
- Autoritratto (1861), olio su tavola, Galleria degli Uffizi, Firenze;
- Prigionieri di guerra (Bersaglieri che conducono prigionieri) (1861), olio su tela, Galleria d'arte moderna, Firenze[9];
- La raccolta delle rose di primavera (1862), olio su tela, Galleria d'arte moderna, Firenze;
- Battitori di fieno (1863), olio su tavola, collezione privata;
- Il bindolo (1863), olio su tela, Galleria nazionale d'arte moderna e contemporanea, Roma;
- Il villino Batelli a Piagentina (1863), olio su tela, collezione privata;
- Il primo dolore (1863), olio su tela, Palazzo della Provincia, Genova;
- L’educazione al lavoro (1863), olio su tela, collezione privata;
- Giovane contadina al pozzo (1863-1864), olio su tavola, Istituto Matteucci, Viareggio;
- Attendamento di zingari (1864), olio su tavola, Galleria Giannoni, Novara[10];
- L'indovina (1864), olio su tela, collezione privata;
- La visita in villa (1864), olio su tavola, Galleria d'arte moderna, Firenze;
- La lettura (1864-1867), olio su tavola, Pinacoteca Giaquinto, Bari;
- Canto di uno stornello (Un passatempo al piano) (Il canto dell'usignolo) (1867), olio su tela, Galleria degli Uffizi, Firenze;
- Curiosità (1866), olio su tela, collezione privata;
- La passeggiata in giardino (1864-1868), olio su tavola, Galleria d'arte moderna, Firenze;
- La visita (1868), olio su tela, Galleria nazionale d'arte moderna e contemporanea, Roma;
- Il pergolato (Un dopo pranzo) (1868), olio su tela, Pinacoteca di Brera, Milano;
- I fidanzati (I promessi sposi) (1869), olio su tela, Museo nazionale della scienza e della tecnologia Leonardo da Vinci, Milano;
- Monte alle Croci (1870), olio su tela, Galleria nazionale d'arte moderna e contemporanea, Roma;
- Donna che cuce davanti alla finestra (1872), olio su tavola, Public Art Gallery, Dunedin;
- Le bambine che fanno le signore (1872), olio su tela, Istituto Matteucci, Viareggio;
- All'ombra della villa (1872-1873), olio su tavola, Istituto Matteucci, Viareggio;
- Busto di contadina (1872-1873), olio su tavola, Galleria degli Uffizi, Firenze;
- Gli ultimi momenti di Giuseppe Mazzini (Mazzini morente) (1873), olio su tavola, Rhode Island School of Design Museum, Providence;
- La visita alla balia, olio su tela, Galleria d'arte moderna, Firenze;
- Chiesina di campagna (1874), olio su tavola, collezione privata;
- San Prugnano (1875), olio su tavola, Pinacoteca Giaquinto, Bari;
- In villa (1880), olio su carta, Galleria d'arte moderna, Firenze;
- Il garofano rosso (1880), olio su tela, Fondazione Ente Cassa di Risparmio di Firenze;
- L’Arno a Rovezzano (1880), olio su tavola, Pinacoteca Giaquinto, Bari;
- La lezione della nonna (1880-1881), olio su tela, Galleria d'arte moderna Achille Forti, Verona;
- Maternità (1881-1882), olio su tela, Collezione d'arte Banca d'Italia, Roma[11];
- Il sonno dell'innocenza (1882), olio su tela, collezione privata;
- Il pittore Tommasi che dipinge (Il pittore Tommasi che dipinge in giardino) (1885), olio su tavola, collezione privata;
- La casa di don Giovanni Verità (1885), olio su tavola, Museo civico Giovanni Fattori, Livorno;
- In villeggiatura (1885), olio su tavola, Pinacoteca Giaquinto, Bari;
- Testa di donna (1885), olio su tavola, Pinacoteca di Brera, Milano;
- Ritratto di don Giovanni Verità (1885), olio su tavola, Pinacoteca Comunale Silvestro Lega, Modigliana;
- La trecciaiola (1885), olio su tavola, Galleria civica d'arte moderna e contemporanea, Torino;
- Donna con edera (1885-1887), olio su tavola, Museo Raccolte Frugone, Genova;
- Riposo (1885-1890), olio su tavola, Galleria Giannoni, Novara[12];
- Chiesa di San Michele a Crespina (1886), olio su tavola, collocazione ignota;
- La padrona del giardino (1887), olio su tavola, Galleria d'arte moderna, Firenze;
- Contadinella sulla scala (1887-1890), olio su tavola, Galleria degli Uffizi, Firenze;
- Paese (1887-1890), olio su tavola, Galleria d'arte moderna, Firenze;
- Gabbrigiana (1888), olio su tavola, collezione privata;
- Alla villa di Poggiopiano (1888-1889), olio su tavola, collezione privata;
- Ritratto di contadina (La scellerata) (1890), olio su tavola, Museo civico Giovanni Fattori, Livorno[13];
- Contadina a riposo (1890), olio su tavola, collezione privata;
- La fienaiola (1890), olio su tavola, Galleria d'Arte Moderna, Milano[14];
- Pagliai al sole (1890), olio su tavola, Galleria d'arte moderna Ricci Oddi, Piacenza[15];
- In attesa (1894), olio su tavola, collezione privata;
- Adolescente (non datata), olio su tavola, collezione privata;
- Contadina del Gabbro (non datata), olio su tavola, Pinacoteca comunale di Faenza[16].